# Danh sách câu lạc bộ bóng đá ở Malawi
Đây là danh sách không đầy đủ các câu lạc bộ bóng đá ở Malawi.
Về danh sách đầy đủ, xem Thể loại:Câu lạc bộ bóng đá Malawi

## B
- BE FORWARD Wanderers (Blantyre)
- Blackpool FC (Lunzu)
- Blantyre United
- Blue Eagles FC (Lilongwe)
- Bullets FC (Blantyre)

## C
- CIVO United (Lilongwe)

## D
- Dwangwa United (Dwangwa)

## E
- Eagle Strikers (Mzuzu)
- EPAC United (Lilongwe)
- Escom United (Blantyre)

## J
- Juke Box FC (Mzuzu)

## M
- MAFCO (Salima)
- Moyale Barracks (Mzuzu)

## N
- Nkhata Bay United (Nkhata Bay)

## R
- Red Lions FC (Zomba)

## S
- Silver Strikers (Lilongwe)

## T
- Tigers FC (Blantyre)

## Z
- Zomba United (Zomba)